# IHF Super Globe de 2015
O IHF Super Globe de 2015 foi a oitava edição do torneio de clubes continentais, sediado em Doha, Qatar, entre os dias 7 a 10 de setembro no Duhail Handball Sports Hall.

## Edição 2015
Oito times participantes.
| Time              | Qualificação                                |
| ----------------- | ------------------------------------------- |
| Sydney University | 2015 Oceania Champions Cup campeão          |
| HC Taubaté        | 2015 Pan American Club Championship campeão |
| Al Ahly           | 2014 African Champions League vice          |
| Füchse Berlin     | 2015 EHF Cup campeão                        |
| MKB Veszprém      | 2015 EHF Champions League vice              |
| Al Sadd           | 2015 GCC Club Championship campeão          |
| FC Barcelona      | 2015 EHF Champions League campeão           |
| Club Africain     | 2014 African Champions League campeão       |

## Classificação final
| Medalha de ouro   | Füchse Berlin     |
| Medalha de prata  | MKB Veszprém      |
| Medalha de bronze | FC Barcelona      |
| 4                 | Sydney University |
| 5                 | Al Ahly           |
| 6                 | HC Taubaté        |
| 7                 | Club Africain     |
| 8                 | Al Sadd           |